# Bath (Maine)
Bath – miasto portowe w Stanach Zjednoczonych, w stanie Maine, w hrabstwie Sagadahoc, położone na zachodnim brzegu rzeki Kennebec. W 2000 r. miasto to zamieszkiwało 8514 osób.
Znajduje się tu stocznia Bath Iron Works.
W mieście rozwinął się przemysł stoczniowy.